# Território histórico
Território histórico   (em basco foru lurralde ou lurralde historiko) é a denominação usada na comunidade autônoma do País Basco (Espanha), dentro do seu ordenamento jurídico interno, para cada uma das três entidades territoriais que a integram: Álava, Guipúscoa e Biscaia. Os territórios históricos coincidem, nos seus atuais limites, com as províncias do mesmo nome:
| “ | O território da Comunidade Autônoma do País Basco ficará integrado pelos Territórios Históricos que coincidem com as províncias, nos seus atuais limites, de Álava, Guipúscoa e Biscaia... | ” |

Os territórios históricos são regidos por Deputações Forais, as quais exercem não somente as competências ordinárias de uma deputação provincial, mas também competências próprias do regime foral como, por exemplo, em matéria fiscal e por Juntas Gerais, órgãos legislativos facultados para aprovar normas e regulamentos forais. Cada Junta Geral é composta por 51 membros, eleitos por sufrágio universal em cada território.
O reconhecimento constitucional desta singularidade dos territórios históricos, assim como a da Comunidade Foral de Navarra, deriva da disposição adicional primeira da Constituição espanhola (se bem que a Constituição menciona "territórios forais", o Estatuto de Autonomia para o País Basco adota a expressão "territórios históricos"):
| “ | A Constituição ampara e respeita os direitos históricos dos territórios forais. A atualização geral deste regime foral levar-se-á a cabo, no seu caso, no quadro da Constituição e dos Estatutos de Autonomia. | ” |

A disposição adicional primeira da Constituição, o Estatuto de Autonomia do País Basco e a Lei de Territórios Históricos (Lei 27/1983, de 25 de novembro, de Relaciones entre as Instituições Comuns da Comunidade Autônoma e os Órgãos Forais dos seus Territórios Históricos) aprovada pelo Parlamento Basco constituem o quadro jurídico básico destes organismos territoriais forais.
Também se denominam territórios históricos os sete territórios que, segundo a Real Academia da Língua Basca, e o nacionalismo basco, comporiam a chamada Euskal Herria (Álava -em basco, Araba-, Biscaia -Bizkaia-, Guipúscoa -Gipuzkoa-, que formam as autonomias do País Basco, e de Navarra , na Espanha; e da Baixa Navarra, Labort e Sola -Zuberoa-, na França).